# التعليم في غينيا

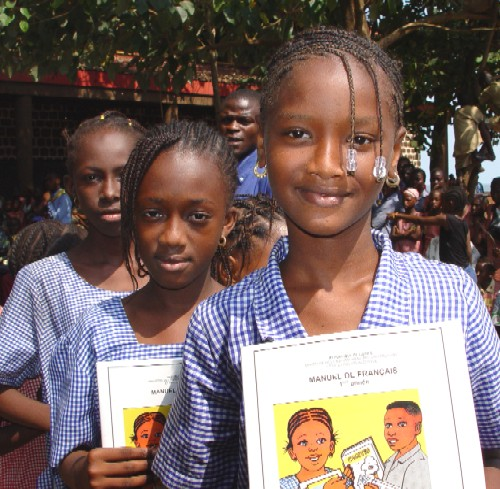
تلميذات في كوناكري، غينيا

التعليم الابتدائي في غينيا إلزامي لمدة 6 سنوات. في عام 1997، كان المعدل الإجمالي للالتحاق بالتعليم الابتدائي 54.4 في المائة وصافي معدل الالتحاق بالتعليم الابتدائي 41.8 في المائة.
احتلت غينيا المركز 128 من 132 في مؤشر الابتكار العالمي عام 2023.

## حاجة عائشة باه
السيدة ديالو حاجة عائشة باه هي وزيرة تعليم سابقة في غينيا. في عام 1996، انضمت الحاجة عائشة باه إلى اليونسكو كمديرة لقسم التعليم الأساسي. تُعرف السيدة ديالو بأنها ناشطة رائدة نشطة لتعليم الفتيات والنساء.